# زیبیله بدفورد
زیبیله بدفورد (انگلیسی: Sybille Bedford، ۱۶ مارس ۱۹۱۱ – ۱۷ فوریهٔ ۲۰۰۶) رمان‌نویس و روزنامه‌نگار آلمانی-بریتانیایی بود.

## آغاز زندگی
او با نام زیبیله آلاید الزا فون شونبک در محله شارلوتنبورگ در غرب برلین در پادشاهی پروس زاده شد. پدرش ماکسیمیلیان یوزف فون شونبک یک اشراف زاده آلمانی، سرهنگ دوم بازنشسته و کلکسیونر بود و مادرش الیزابت برنهارت یک آلمانی یهودی بود. زیبیله با عقاید کاتولیک پدرش در قلعه فلدکیرش در منطقه بادن بزرگ شد. او یک خواهر ناتنی از ازدواج اول پدرش داشت. والدینش در سال ۱۹۱۸ طلاق گرفتند و زیبیله پیش پدرش ماند که با شرایط مالی نه چندان مناسب همچنان به جمع‌آوری اشیای هنری و شراب می‌پرداخت. زمانیکه پدرش در سال ۱۹۲۵ درگذشت، زیبیله ۱۴ ساله بود و برای زندگی همراه با مادر و ناپدریش که یک دانشجوی معماری بود، به ایتالیا رفت. اون در آن سالها در انگلستان به تحصیل پرداخت و در همپستید ساکن شد.
در ابتدای دهه ۱۹۲۰ میلادی، زیبیله اغلب میان انگلستان و ایتالیا در سفر بود. با طلوع فاشیسم در ایتالیا، مادر و ناپدریش در روستای ساحلی ساناری-سیور-مر در پروانس در جنوب فرانسه در نزدیکی تولون و مارسی مستقر شدند. زیبیله نوجوان هم در همان‌جا ساکن شد و با آلدوس هاکسلی که در آن نزدیکی زندگی می‌کرد دوست شد. او در این زمان با تعداد زیادی از نویسندگان آلمانی که در آن منطقه ساکن بودند به تعامل پرداخت و از آنها تأثیر پذیرفت از جمله توماس مان و برتولت برشت. مدتی بعد مادرش به مورفین اعتیاد پیدا کرد که توسط یک پزشک محلی تجویز شده بود.
در سال ۱۹۳۳ زیبیله در مجله ادبی زاملونگ که به دست کلاوس مان، پسر توماس مان اداره می‌شد، مقاله‌ای در انتقاد از رژیم نازی منتشر کرد. در این زمان بود که اصل و نسب یهودی او توسط نازی‌ها کشف گردید و حسابهای بانکیش در آلمان مسدود شدند. برای او مشکل بود که گذرنامه آلمانی خود را تمدید کند و ماندن در ایتالیا بدون یک پاسپورت معتبر یا منبع درآمد با خطر دیپورت شدن به آلمان همراه بود. ماریا همسر  آلدوس هاکسلی در سال ۱۹۳۵ راه حلی پیدا کرد. زیبیله با یک افسر ارتش انگلیسی به نام والتر «تری» بدفورد ازدواج مصلحتی کرد که خود دوست پسر سابق خدمتکار مرد ویستن هیو اودن بود و توانست به این روش پاسپورت بریتانیایی دریافت کند. اگرچه این ازدواج اندکی بعد پایان یافت، زیبیله نام خانوادگی شوهرش را انتخاب کرد و تمام آثار بعدی خود را با نام زیبیله بدفورد منتشر ساخت.
او پیش از نبرد فرانسه با یاری آلدوس و ماریا هاکسلی فرانسه را به مقصد آمریکا ترک کرد. او به دنبال هاکسلیها به کالیفرنیا رفت و ادامه جنگ جهانی دوم را در ایالات متحده گذراند.

## حرفه نویسندگی
پس از جنگ، زیبیله به مدت یکسال در مکزیک به سفر پرداخت. تجربه‌هایش در آن سفر مبنای چاپ نخستین کتابش در سال ۱۹۵۳ شد که سفرنامه‌ای به نام چشم‌انداز ناگهانی: یک سیاحت مکزیکی بود. بدفورد باقی دهه ۱۹۴۰ را در فرانسه و ایتالیا گذراند. در این زمان رابطه عاشقانه‌ای با زن آمریکایی به نام اولین دابلیو. جندل داشت که شوهرش را بخاطر او ترک کرد و خود نویسنده و ویراستار شد.
یک میراث، دومین کتاب بدفورد و نخستین رمان او بود که در سال ۱۹۵۶ منتشر شد. فرنسیس کینگ از آن به عنوان یکی از آثار بزرگ قرن بیستم یاد کرده‌است. اگرچه یک کار داستانی است اما بیانگر زندگی پدرش و خاطرات کودکی بدفورد در آلمان است که آن را شبیه به یک خودزندگی‌نامه می‌کند.
بدفورد در ۱۹۴۵ استر مورفی را ملاقات کرد که بعدها با او رابطه‌ای عاشقانه را آغاز کرد. اگرچه این رابطه تنها چندین سال دوام داشت، آنها در تمام مدت زندگی دوست باقی ماندند.
بدفورد در دهه‌های ۱۹۵۰، ۱۹۶۰، و ۱۹۷۰ میلادی در فرانسه، ایتالیا، بریتانیا و پرتغال زندگی کرد. در این زمان رابطه‌ای بیست ساله با رمان‌نویس آمریکایی ادا لرد داشت. او در ۱۹۷۹ در چلسی لندن ساکن شد. در سال ۱۹۸۱ نشان امپراتوری بریتانیا را دریافت کرد. او برای انجمن جهانی قلم کار کرد و همکار انجمن پادشاهی ادبیات انگلستان بود. آخرین اثر بدفورد شن های سریع بود که در سال ۲۰۰۵ منتشر شد. زندگی‌نامه وی به قلم سلینا هستینگز به نام زیبیله بدفورد: یک اشتها برای زندگی در سال ۲۰۲۰ منتشر شد.